# Julien Louis Geoffroy
Julien Louis Geoffroy (1743 – 27 de febrero de 1814) fue un crítico literario francés. Nació en Rennes y se educó en París para eventualmente convertirse en profesor de retórica del Colegio de las Cuatro Naciones. Su tragedia,  Caton, fue aceptada en el Théâtre Français, pero nunca se realizó. 
Fue un duro crítico literario de Voltaire y sus seguidores e hizo por sí mismo muchos enemigos al publicar una revista monarquista,  L'Ami du roi (1790-1792). Durante El Terror, se escondió en los barrios de París, regresando sólo hasta 1799 como crítico teatral.